# Riječ (časopis)
Riječ: časopis za slavensku filologiju  je bio tromjesečni časopis riječkog ogranka Hrvatskog filološkog društva za slavensku filologiju.
Počeo je izlaziti 1995. godine, a prestao s izlaženjem 2010. Osnivač časopisa i glavni urednik bio je Milan Nosić. Prihvaćani su radovi na svim slavenskim jezicima.

## Vanjske poveznice
- Riječ na portalu Hrčak - Portal znanstvenih časopisa Republike Hrvatske  Arhivirana inačica izvorne stranice od 9. studenoga 2011. (Wayback Machine)